# 达州 (古代)
达州，北宋时设置的州。
乾德三年（965年）改通州置，治所在通川县（今四川省达州市）。属夔州路。辖境相当今四川省达州、万源、宣汉，重庆市城口等市县地。明朝洪武九年（1376年）省通川县，改州为县。正德九年（1514年）复改县为州，属夔州府。清朝雍正六年（1728年）升为达州直隶州，属四川省。嘉庆七年（1802年）改为绥定府。